# Jimmy Swaggart
Jimmy Lee Swaggart (Ferriday (Louisiana), 15 maart 1935 – Baton Rouge (Louisiana), 1 juli 2025) was een Amerikaanse evangelist en muzikant.

## Levensloop
Swaggart was de neef van de bekende rock-'n-roll-muzikant Jerry Lee Lewis. In hun jeugd speelden ze samen piano. Met zijn ouders bezocht Swaggart een kleine pinksterkerk die was aangesloten bij de Assemblies of God. Op zijn 17e trouwde hij met de 15-jarige Frances Anderson, met wie hij een zoon genaamd Donnie kreeg. In de jaren vijftig begon Swaggart op te treden in kerken. Hij zong vooral Southern gospel-muziek. In 1955 begon hij ook met zijn werk als evangelist en organiseerde revivalmeetings door heel het Zuiden van de Verenigde Staten.
De jonge evangelist timmerde hard aan de weg, want vanaf 1960 begon hij zijn eigen muziekalbums op te nemen en weer een jaar later begon hij met radio-uitzendingen. Aan het einde van de jaren zestig werd hij voorganger van een kleine Assemblies of God-kerk in Baton Rouge in Louisiana. In diezelfde periode begon hij uit te zenden via lokale televisiestations. In de uitzendingen was niet alleen Swaggart te zien, maar hij bood ook een podium aan andere pinksterpredikers en sprekers uit meer fundamentalistische hoek. Vanaf halverwege de jaren zeventig gebruikte Swaggart de televisie-uitzendingen, die intussen een veel groter bereik hadden, als belangrijkste podium om zijn eigen preken te verspreiden. In 1980 begon hij een dagelijkse show met Bijbelstudie en christelijke muziek en in het weekend werd er een dienst vanuit zijn eigen kerk of door hem georganiseerde revivalmeetings uitgezonden. Hij groeide uit tot een van de bekendste tv-evangelisten van de Verenigde Staten.
Begin 1988 werd bekend dat Swaggart verschillende keren contact had gehad met een lokale prostituee. Dit zou bekend zijn geworden via Marvin Gorman, die zelf eerder als voorganger moest vertrekken bij de Assemblies of God. Swaggart zou openbaar hebben gemaakt dat Gorman verschillende buitenechtelijke affaires had. Op zijn beurt liet Gorman foto's maken van Swaggarts ontmoetingen met de prostituee in een plaatselijk motel.
Swaggart verscheen op 21 februari 1988 voor zijn gemeente. Zonder details te vermelden bood hij zijn gemeenteleden zijn excuses aan. Zijn I have sinned-toespraak werd een iconisch tv-moment. Zijn kerk nam Swaggart terug in genade aan, maar de staatsafdeling van de Assemblies of God besloot hem voor drie maanden te schorsen vanwege seksuele immoraliteit. Die schorsing werd door de landelijke Assemblies of God kort daarna uitgebreid naar twee jaar. In reactie daarop stapte Swaggarts kerk uit het pinksterkerkgenootschap en werd een onafhankelijke gemeente.
Drie jaar later werd Swaggart opnieuw aangetroffen in het gezelschap van een prostituee. In plaats van zijn kerkleden excuses aan te bieden zei hij “dat God hem had verteld dat het hun zaak niet was”. Swaggart trad wel tijdelijk terug als voorganger, maar keerde kort daarna weer terug. Zowel hij als zijn vrouw en zoon bleven daarna actief binnen de pinksterbeweging, zij het veel meer in de marge dan voorheen.

## Persoonlijk
Swaggart is een neef van countrymuzikant Jerry Lee Lewis. Swaggart overleed op 1 juli 2025 op 90-jarige leeftijd.